# Ємельянов Степан Федорович
Степан Федорович Ємельянов (нар. 1902, село Ташліяр Ірехтинської волості Мензелінського повіту Уфимської губернії, тепер Татарстан, Російська Федерація — 1988, місто Баку, тепер Азербайджан) — радянський діяч органів держбезпеки, нарком (міністр) внутрішніх справ і державної безпеки Азербайджанської РСР, генерал-майор (1945). Депутат Верховної Ради СРСР 1—3-го скликань (1940—1954).

## Життєпис
Народився в родині селянина-бідняка. У 1915 році закінчив сільську школу в Ташліярі Мензелінського повіту. З травня 1915 по вересень 1919 року працював у господарстві батька в селі Ташліярі. З вересня 1919 по липень 1923 року вчився в профтехшколі міста Мамадиш.
У липні 1923 — травні 1924 року — слюсар в радгоспі «Красная горка» міста Мамадиш.
З травня 1924 по жовтень 1925 року служив збройовим майстром 65-го стрілецького полку 22-ї Краснодарської дивізії РСЧА.
У листопаді 1925 — жовтні 1928 року — токар, потім голова заводського комітету кислотно-карбідного заводу тресту «Азнафта» в місті Баку.
Член ВКП(б) з травня 1927 року.
У жовтні 1928 — вересні 1931 року — народний суддя трудового і об'єднаного Бакинського суду. Одночасно з 1929 по вересень 1931 вчився на робітничому факультеті при Азербайджанському нафтовому індустріальному інституті.
У вересні 1931 — березні 1933 року — студент Азербайджанського нафтового індустріального інституту імені Азізбекова.
У березні 1933 — травні 1934 року — технік управління автобусного сполучення тресту Бакинської міської електричної залізниці. У травні 1934 — вересні 1935 року — інженер-механік Бакинської міської залізниці.
У вересні 1935 — липні 1936 року — студент Азербайджанського нафтового індустріального інституту імені Азізбекова.
У липні 1936 — серпні 1937 року — начальник виробничо-технічного відділу «Бакміськтрамваю». У серпні 1937 — травні 1938 року — начальник служби рухомого складу «Бакміськтрамваю».
У травні 1938 — січні 1939 року — 1-й секретар Дзержинського районного комітету КП(б) Азербайджану міста Баку.
З січня 1939 року — в органах державної безпеки СРСР.
11 лютого 1939 — 26 лютого 1941 року — народний комісар внутрішніх справ Азербайджанської РСР. 26 лютого — 31 липня 1941 року — народний комісар державної безпеки Азербайджанської РСР.
31 липня 1941 — 7 травня 1943 року — 1-й заступник народного комісара внутрішніх справ Азербайджанської РСР. Одночасно у грудні 1942 — 7 травня 1943 року — начальник 4-го відділу НКВС Азербайджанської РСР.
7 травня 1943 — 16 березня 1953 року — народний комісар (міністр) державної безпеки Азербайджанської РСР.
16 березня — 29 липня 1953 року — міністр внутрішніх справ Азербайджанської РСР.
1 січня 1954 року звільнений з МВС в запас «через факти дискредитації». 1 квітня 1954 року заарештований, засуджений ВКВС СРСР 26 квітня 1956 року за статтями 63-2, 73, 70 КК Азербайджанської РСР на 25 років позбавлення волі. До 10 червня 1970 року перебував в ув'язненні. Звільнений з табору в Мордовській АРСР на підставі Указу Президії Верховної Ради СРСР про помилування від 27 травня 1970 року. Не реабілітований.
Після звільнення з ув'язнення проживав у місті Баку.

## Звання
- старший майор державної безпеки (25.02.1939)
- комісар державної безпеки (14.02.1943)
- генерал-майор (9.07.1945)

## Нагороди
- орден Леніна (25.02.1946)
- два ордени Червоного Прапора (20.09.1943; 24.08.1949)
- орден Червоної Зірки (26.04.1940)
- медаль «За бойові заслуги»
- медаль «За оборону Кавказу»
- медаль «За перемогу над Німеччиною у Великій Вітчизняній війні 1941—1945 рр.»
- медаль «За доблесну працю у Великій Вітчизняній війні 1941—1945 рр.»
- медалі
- знак «Заслужений працівник НКВС» (24.04.1943)

Позбавлений усіх нагород відповідно до вироку суду.